# Robert Sara
Robert Sara (Oberlainsitz, 1946. június 9. –) válogatott osztrák labdarúgó, hátvéd, edző. Öccse Josef Sara (1954–) válogatott labdarúgó.

## Pályafutása

### Klubcsapatban
1955-ben a bécsi SV Donau korosztályos csapatában kezdte a labdarúgást. 17 évesen már az első csapatban is bemutatkozott. Az Austria Wien 1964-ben igazolta le és 21 idényen át szerepelt az Austria csapatában, ahol kilenc bajnoki címet és hat osztrák kupa győzelmet ért el az együttessel. 571 élvonalbeli mérkőzésen lépett a pályára az osztrák bajnokságban és ezzel rekordtartó. Az 1984–85-ös idény közben szerződött a Favoritner AC csapatához, majd 1985 és 1988 között a Wiener AF labdarúgója volt. 1988-ban 42 évesen vonult vissza az aktív labdarúgástól.

### A válogatottban
1965 és 1980 között 55 alkalommal szerepelt az osztrák válogatottban és három gólt szerzett. Csapatkapitánya volt az 1978-as argentínai világbajnokságon részt vevő csapatnak.

### Edzőként
Visszavonulása után szinte folyamatosan az Austria Wien csapatánál dolgozik. 1988-ban a csapat vezetőedzőjeként tevékenykedett. 1988 és 1992 között, 1996 és 1998 között, majd 2008 és 2015 között a csapat segédedzője volt. 2015-től ismét segédedzői minőségben dolgozik a klubnál.

## Sikerei, díjai
Austria Wien
- Osztrák bajnokság
  - bajnok (9): 1968–69, 1969–70, 1975–76, 1977–78, 1978–79, 1979–80, 1980–81, 1983–84, 1984–85
- Osztrák kupa
  - győztes (6): 1967, 1971, 1974, 1977, 1980, 1982
- Bajnokcsapatok Európa-kupája (BEK)
  - elődöntős (1): 1978–79
- Kupagyőztesek Európa-kupája (KEK)
  - döntős (1): 1977–78
  - elődöntős (1): 1982–83